# Alocasia
Alocasia (Schott) G.Don es un género de plantas con rizoma o bulbo perenne de la familia Araceae. Son nativas de las áreas tropicales y subtropicales de Asia y Australia, aunque hoy se encuentran cultivadas por todo el mundo.

## Descripción
Las hojas son cordadas o sagitadas, creciendo de 2 a 9 dm sobre un largo peciolo. Sus hermosas flores son apenas visibles, ya que se encuentran ocultas entre las hojas. 
Los tallos son comestibles, pero contienen ácido oxálico que puede paralizar la lengua y faringe. Para su consumo debe ser hervido prolongadamente.

## Fitoquímica

### Valor nutricional
Alocasia, en particular sus partes tuberosas, es rica en carbohidratos (45.48%) y ciertas vitaminas. También es una buena fuente de minerales como potasio y calcio, y contiene fibra dietética. Sin embargo, suele ser baja en proteínas y grasas. 
Carbohidratos: Los tubérculos de alocasia son una buena fuente de carbohidratos; un estudio reporta 45.58 g/100 g de peso seco
Fibra dietética: La alocasia contiene una cantidad moderada de fibra dietética.
Vitaminas: El tubérculo es una buena fuente de ácido ascórbico (vitamina C) y α-tocoferol (vitamina E), con niveles notables reportados en algunos análisis.

### Perfil lipídico
Los tubérculos de Alocasia presentan un perfil lipídico caracterizado por un bajo contenido total de lípidos (0.6 % del peso seco), pero un alto grado de insaturación en sus ácidos grasos componentes (alrededor del 66 %). Los lípidos neutros constituyen la mayor parte (60.5 %), seguidos de los fosfolípidos (20.5 %) y los glicolípidos (19 %). El ácido linoleico es el ácido graso predominante, junto con los ácidos palmítico, oleico y linolénico. Se han reportado esfingolípidos específicos llamados alomacrorizas A -C.

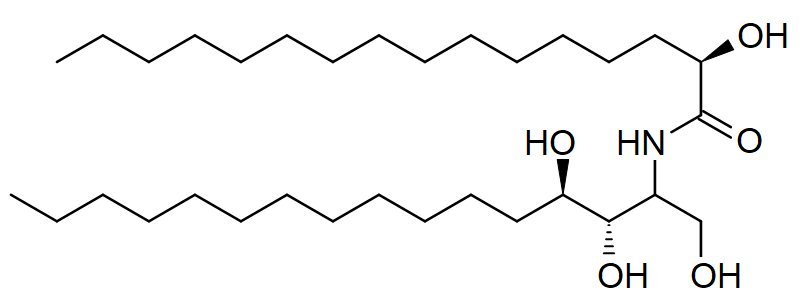
Alomacrorrhiza B

### Toxicidad
La planta de Alocasia (hojas, tallos, fruto) no es comestible cuando está cruda debido a los rafuros en forma de aguja (cristales de oxalato de calcio) en las células de la planta. 

### Fenólicos
Los frutos de Alocasia, al igual que otras plantas de la familia Araceae, contienen diversos compuestos fenólicos, como flavonoides y ácidos fenólicos. Estos compuestos contribuyen a su potencial antioxidante y a otras actividades biológicas beneficiosas. Se han reportado: 
Ácidos fenólicos: Paeonol, ácido gálico, galato de metilo y ácido ferúlico.
Flavonoides: Se han reportado kaempferol, quercetina, glucósidos y ésteres de la apigenina y la antocianina cianidina.
Lignanos: Amidas del ácido 4,7'-epoxi-3',4',5,5',9'-pentahidroxi-3,8'-neolign-7-en-9-oico con tiramina, reportados en los rizomas y el glehlinósido.

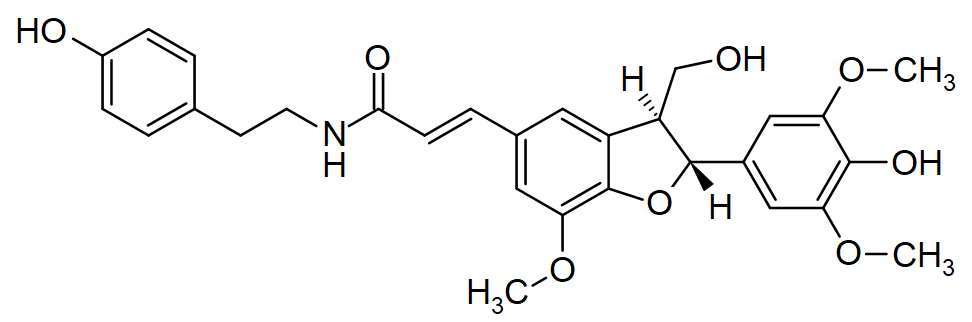
N-Tirosinil-4,7'-epoxi-4',9'-trihidroxi-3',5,5'-trimetoxi-3,8'-neolign-7-en-9-amida

### Triterpenos y esteroides
Se han reportado en rizomas y tallos varios triterpenos libres (Ácido 3-epi-ursólico, ácido 3-epi-betulínico) y fitosteroles (campesterol, estigmasterol, β-sitosterol) 
Se han reportado diversas saponinas como la alocasgenina A, alocasgenol, alocasgenósidos A - C, tenacigenina B, marsdenósidos A - B y tenacigenósidos A - B.
|              |             |                  |
| Alocasgenina | Alocasgenol | Alocasgenósido B |

### Glucósidos cianogénicos
Se han reportado los glucósidos cianogénicos derivados de la escisión oxidativa del anillo aromático del aminoácido precursor llamados trigloquinina e isotrigloquinina

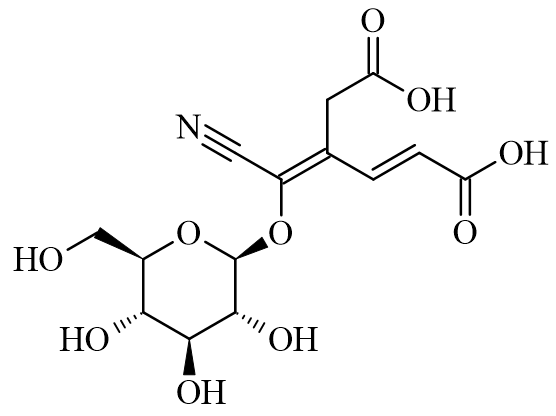
Isotrigloquinina

### Alcaloides

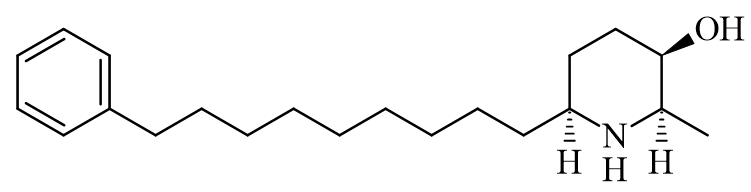
(2R,3R,4R,6R)-2-Metil-6-(9-fenilnonil)-3-piperidinol

Pseudoalcaloides lipídicos piperideínicos: Reportados de Alocasia macrorrhiza 
Alcaloides indólicos: Principalmente derivados del ácido (5-hidroxiindol-3-il)acético:
|             |             |              |                                      |
| Alocasina A | Alocasina B | Hirtiosina B | Ácido 5-hidroxi-α-oxoindol-3-acético |

## Usos
Algunas especies de Alocasia son plantas de interior con un alto valor comercial, mientras que otras se cultivan al aire libre, como Alocasia cucullata (taro chino), y A. macrorrhizos (taro gigante), una planta ornamental tropical cultivada por sus tubérculos y hojas, que también se utiliza como forraje. Además de ser una planta ornamental, el género Alocasia se utiliza tradicionalmente para tratar diversas enfermedades, como la diarrea y  el estreñimiento. Por ello, se han realizado varios estudios in vivo e in vitro con las especies de Alocasia, en particular sobre sus propiedades antioxidantes, antitumorales y citotóxicas.

## Taxonomía
Fue descrito inicialmente por Heinrich Wilhelm Schott como Colocasia sect. Alocasia en Meletemata Botanica 18, en 1832, actualmente es tanto un sinónimo como un basónimo; y ulteriormente, sería elevado a género por George Don y publicado en Hortus Britannicus, ed. 3 631, en 1839.

## Especies
| - Alocasia acuminata Schott - Alocasia aequiloba N.E.Br. - Alocasia alba Schott - Alocasia arifolia Hallier f. - Alocasia atropurpurea Engl. - Alocasia augustiana L.Linden & Rodigas - Alocasia baginda Kurniawan & P.C.Boyce - Alocasia balgooyi A.Hay - Alocasia beccarii Engl. - Alocasia boa A.Hay - Alocasia boyceana A.Hay - Alocasia brancifolia (Schott) A.Hay - Alocasia brisbanensis (F.M.Bailey) Domin - Alocasia cadieri Chantrier - Alocasia celebica Engl. ex Koord. - Alocasia chaii P.C.Boyce - Alocasia clypeolata A.Hay - Alocasia cucullata (Lour.) G.Don - Alocasia culionensis Engl. - Alocasia cuprea K.Koch - Alocasia decipiens Schott - Alocasia decumbens Buchet - Alocasia devansayana (L.Linden & Rodigas) Engl. - Alocasia fallax Schott - Alocasia flabellifera A.Hay - Alocasia flemingiana Yuzammi & A.Hay - Alocasia fornicata (Roxb.) Schott - Alocasia gageana Engl. & K.Krause - Alocasia grata Prain ex Engl. & Krause - Alocasia hainanica N.E.Br. - Alocasia heterophylla (C.Presl) Merr. - Alocasia hollrungii Engl. - Alocasia hypnosa J.T.Yin, Y.H.Wang & Z.F.Xu - Alocasia hypoleuca P.C.Boyce - Alocasia infernalis P.C.Boyce - Alocasia inornata Hallier f. - Alocasia jiewhoei V.D.Nguyen - Alocasia kerinciensis A.Hay - Alocasia lancifolia Engl. - Alocasia lauterbachiana (Engl.) A.Hay | - Alocasia lecomtei Engl. - Alocasia longiloba Miq. - Alocasia macrorrhizos (L.) G.Don - taca, tara, taro o taya de Oceanía - Alocasia maquilingensis Merr. - Alocasia megawatiae Yuzammi & A.Hay - Alocasia melo A.Hay, P.C.Boyce & K.M.Wong - Alocasia micholitziana Sander - Alocasia miniuscula A.Hay - Alocasia monticola A.Hay - Alocasia navicularis (K.Koch & C.D.Bouché) K.Koch & C.D.Bouché - Alocasia nebula A.Hay - Alocasia nicolsonii A.Hay - Alocasia nycteris Medecilo, G.C.Yao & Madulid - Alocasia odora (G.Lodd.) Spach - Alocasia pangeran A.Hay - Alocasia peltata M.Hotta - Alocasia perakensis Hemsl. - Alocasia portei Schott - Alocasia princeps W.Bull - Alocasia principiculus A.Hay - Alocasia puber (Hassk.) Schott - Alocasia puteri A.Hay - Alocasia pyrospatha A.Hay - Alocasia ramosii A.Hay - Alocasia reginae N.E.Br. - Alocasia reginula A.Hay - Alocasia reversa N.E.Br. - Alocasia ridleyi A.Hay - Alocasia robusta M.Hotta - Alocasia sanderiana W.Bull - Alocasia sarawakensis M.Hotta - Alocasia scabriuscula N.E.Br. - Alocasia scalprum A.Hay - Alocasia simonsiana A.Hay - Alocasia sinuata N.E.Br. - Alocasia suhirmaniana Yuzammi & A.Hay - Alocasia venusta A.Hay - Alocasia wentii Engl. & K.Krause - Alocasia wongii A.Hay - Alocasia zebrina Schott ex Van Houtte |